# Frank Signorelli
Frank Signorelli (* 24. Mai 1901 in New York City; † 9. Dezember 1975 ebenda) war ein US-amerikanischer Jazz-Pianist und Komponist.
Signorelli begleitete 1918 den Bluessänger Tess Giardella und arbeitete mit Nick LaRocca. 1917 war er Gründungsmitglied der Original Memphis Five von Phil Napoleon und war 1921/22 kurz Mitglied der Original Dixieland Jass Band (ODJB) von LaRocca. Danach war er wieder bei den Original Memphis Five. 1927 spielte er bei Adrian Rollini in New York und Ende der 1920er und Anfang der 1930er Jahre spielte er und nahm er auf mit Eddie Lang, Bix Beiderbecke, Joe Venuti und Red Nichols. 1936 bis 1938 spielte er mit der neu vereinten ODJB und 1938 bei Paul Whiteman. 1946 nahm er mit Phil Napoleon auf. Außerdem spielte er regelmäßig etwa im „Nick´s“ in New York mit Bobby Hackett. Ende der 1950er Jahre half er eine Reunion der Original Memphis Five aufzustellen und nahm 1958 mit Miff Mole auf. Unter eigenem Namen sind nur drei Aufnahme-Sessions bekannt (1926, 1946 mit Phil Napoleon, 1950 als Begleiter des Sängers Art Gentry).
Signorelli komponierte u. a. „A Blues Serenade“ und war Ko-Komponist von „I´ll never be the same“ und „Stairway to the Stars“.

## Diskographische Hinweise
- Connee Boswell and the Original Memphis Five (RCA Victor, 1956) mit Billy Butterfield, Miff Mole